# Izba Handlowo-Przemysłowa ZSRR
Izba Handlowo-Przemysłowa ZSRR (ros. Торгово-промышленная палата СССР) – publiczne stowarzyszenie przedsiębiorstw i organizacji zajmujących się handlem zagranicznym.

## Historia
Pierwszą organizacją gospodarczą w Rosji było powołane w 1727 dekretem Katarzyny I Zrzeszenie Rosyjskich Kupców i Przemysłowców (Объединение русских купцов и промышленников). 
W latach dwudziestych XX wieku powstały radzieckie izby gospodarcze – Północno-Zachodnia Izba Gospodarcza (Северо-Западная торговая палата), później Wszechzwiązkowa Zachodnia Izba Gospodarcza (Всесоюзная западная торговая палатa) (handel z krajami Zachodu), później Wszechzwiązkowa Wschodnia Izba Gospodarcza (Bсесоюзная восточная торговая палата) (handel z krajami Wschodu). W 1931 izby handlowe połączyły się w Izbę Przemysłowo-Handlową ZSRR (Торгово-промышленная палата СССР) z filiami w Charkowie, Leningradzie i Władywostoku. Podczas II wojny światowej w Uljanowsku pracowała część władz centralnych izby.
Do 1970 utworzono izby w Łotewskiej SRR, Estońskiej SRR, Ukraińskiej SRR, istniały filie w Odessie i Charkowie, a także w Leningradzie, Swierdłowsku, Krasnodarze, Primorsku i Moskwie. Od 1972 powoływano przedstawicielstwa zagraniczne – w Austrii, Anglii, Belgii, Hiszpanii, Włoszech, Rumunii, Finlandii, Niemczech, Jugosławii, Japonii, Indiach, Bułgarii, na Węgrzech, w Iraku, Polsce i Szwajcarii.
Do 1988 na terenie RFSRR działały oddziały Izby Przemysłowo-Handlowej RSFSR – północno-zachodnia, środkowo-czarnoziemska, górnej i dolnej Wołgi, regionalne środkowoeuropejska, krasnodarska i północno-kaukaska, uralska, środkowo-syberyjska, wschodniosyberyjska i dalekowschodnia. Później zostały przekształcone w niezależne Izby Przemysłowo-Handlowe Federacji Rosyjskiej. Powstały też izby w Królewcu, Murmańsku, Ufie, Wołgogradzie, Jakucku, Nowosybirsku, Stawropolu i Permie.
Izba uczestniczyła w pracach Międzynarodowej Izby Handlowej, Międzynarodowego Centrum Handlu UNCTAD-GATT, Biura Wystaw Międzynarodowych, Związku Targów Międzynarodowych.
Liczba członków rzeczywistych izby na początku 1987 wynosiła 4987, w tym 3047 przedsiębiorstw przemysłowych, 639 instytutów badawczych, 700 organizacji handlowych i handlu zagranicznego.
Wraz z likwidacją ZSRR i powołaniem Federacji Rosyjskiej jej funkcje przejęła Izba Handlowo-Przemysłowa Federacji Rosyjskiej (Торгово-промышленная палата Российской Федерации)

## Wydział „P”
W istocie, zwłaszcza w okresie współkierowania i bezpośredniego kierowania izbą przez gen. KGB Jewgienija Pitowranowa (1966–1987), Izba Handlowo-Przemysłowa ZSRR była głęboko zakonspirowaną strukturą wywiadowczą alternatywną do istniejących ówcześnie radzieckich agencji wywiadowczych, choć bezpośrednio podległą przew. KGB Jurijowi Andropowowi. Strukturalnie jako Wydział „P”, nieoficjalnie określany „Firmą”, był częścią I Zarządu Głównego (wywiadu) KGB, dysponując jednakże własnym budżetem i niezależnymi od KGB kanałami łączności z przedstawicielami za granicą. Od połowy lat 70. struktura ta otrzymała status niezależnego wydziału operacji specjalnych pod nazwą Wydziału „F” Zarządu „S”. Powierzano też jej prowadzenie operacji kontrwywiadowczych.

## Media
Ukazywał się biuletyn „Gospodarka i zagraniczne stosunki handlowe ZSRR” (Экономика и внешнеторговые связи СССР).

## Przewodniczący[6]
- 1932–1934 – Stanisław Messing
- 1935–1937 – Stanisław Messing
- 1937–1938 – Aleksandra Janyszewa
- 1938–1940 – Aleksandr Kruszelnicki
- 1940–1944 – Pawieł Malkow
- 1944–1970 – Michaił Nesterow
- 1970–1983 – Boris Borisow
- 1983–1988 – gen. por. Jewgienij Pitowranow
- 1988–1991 – Władisław Malkewicz

## Siedziba
Mieściła się w budynku Starej Giełdy Moskiewskiej z 1875 (proj. Aleksandr Kaminski) przy ul. Ilinka (Ильинка) 6/1. Obecnie budynek zajmuje Izba Handlowo-Przemysłowa Federacji Rosyjskiej (Торгово-промышленная палата Российской Федерации).

## Przedstawicielstwo w Polsce
Funkcjonowało w Warszawie w kamienicy Gustawa Pala z 1940 (proj. Jerzego Gelbarda i Romana Sigalina) w Al. Jerozolimskich 101 (1974-1990.